# Борборема (мезорегіон)
Борборема (порт. Mesorregião da Borborema) — адміністративно-статистичний мезорегіон в Бразилії, входить в штат Параїба. Населення становить 283 607 чоловік на 2006 рік. Займає площу 15 572,891 км². Густота населення — 18,2 чол./км².

## Склад мезорегіону
В мезорегіон входять наступні мікрорегіони:
1. Карірі-Осіденталь
2. Карірі-Ор'єнталь
3. Серідо-Осіденталь-Параїбану
4. Серідо-Ор'єнталь-Параїбану

| Бразилія | Це незавершена стаття з географії Бразилії. Ви можете допомогти проєкту, виправивши або дописавши її. |